# 国民秩序党
国民秩序党（トルコ語：Milli Nizam Partisi, MNP）は、トルコのイスラーム系政党。
公正党のイスラーム系議員と新トルコ党の合流により、1970年に結成された。党首には無所属議員のネジメッティン・エルバカンが就任した。国会内の議席は3議席。
1971年3月12日に、デミレル政権が軍部からの書簡により警告を受け、退陣に追いやられる「書簡クーデター」が発生し、政党活動への取り締まりが強化された。国民秩序党も、反世俗主義的であるとの理由で憲法裁判所の決定により1971年5月20日に活動停止処分を受けた。党首のエルバカンはスウェーデンに亡命し、国民秩序党も解党した。国民秩序党のメンバーの大半は、翌1972年に設立された国民救済党に移籍することとなった。